# Aline Issermann
Pour les articles homonymes, voir Issermann.
Aline Issermann est une réalisatrice française née le 16 novembre 1948 à Paris. 

## Biographie
Elle commence sa carrière en tant qu'auteur de bande dessinée, puis devient réalisatrice de longs métrages, de téléfilms et de clips.  

## Récompenses
- Chevalier de l'ordre des Arts et des Lettres
- Prix Georges-Sadoul
- Prix SACD

## Sélections
- Berlinale,
- Mostra de Venise,
- Festival de Cannes,
- Festival du film de New York,
- Festival international du film de Toronto,
- Festival international du film de Hong Kong,
- Festival du film de Londres,
- Festival international du film de Tokyo,
- Festival des films du monde de Montréal,
- Sydney, Philadelphie, etc

## Filmographie

### Au cinéma
- 1983 : Le Destin de Juliette (réalisatrice, nommée au César du meilleur premier film) avec Laure Duthilleul, Richard Bohringer, Hyppolite Girardot[2].
- 1986 : L'Amant magnifique (réalisatrice et scénariste), avec Hippolyte Girardot, Isabel Otero, Robin Renucci.
- 1988 : La Vallée des anges (réalisatrice, scénariste et monteuse) avec Mireille Perrier, Michel Dydime, Jessica Forde.
- 1993 : L'Ombre du doute (réalisatrice et scénariste), avec Alain Bashung, Sandrine Blancke, Mireille Perrier, Emmanuelle Riva, Josiane Balasko, Roland Bertin, Michel Aumont, Thierry Lhermite.
- 1995 : Dieu, l'amant de ma mère et le fils du charcutier (réalisatrice, scénariste ), avec Richard Bohringer, Francis Huster, Lio, Jean-Pierre Kalfon
- 2007 : Cherche fiancé tous frais payés (réalisatrice, scénariste), avec Alexandra Lamy, Bruno Salomone, Claudia Cardinale, Isabelle Gelinas.

### À la télévision
- 1988 : Le Voyageur, HBO-M6, 2 épisodes, avec Erin Gray, Susan Hartman.
- 1995 : Strangers, série télévisée, HBO-M6, 2 épisodes, avec Ben Gazzara, Anna Sozanni, Emilie Lloyd, Sam West. Film nommé aux "Cable Ace" Los Angeles 1997.
- 1997 : Une Femme en blanc, série télévisée, France 2, 6 épisodes, avec Sandrine Bonnaire, Christian Brendel, Gérard Rinaldi (record d'audimat).
- 1998-2001 : La Kiné, série télévisée, France 2, 6 épisodes, avec Charlotte Kady (record d'audimat).
- 1998-1999 : Décollage immédiat, série télévisée, France 2, 6 épisodes, avec Aurélien Recoing, Christian Brendel, Sabine Haudepin, Laure Marsac, Laurence Maslhia, Philippe Bardy.
- 2001 : L'Aubaine, téléfilm, France 3, réalisatrice scénariste, avec Aurélien Recoing, Laure Duthilleul, Gérard Rinaldi (record d'audimat).
- 2002-2003 : La Maison des enfants, série télévisée. TF1, 3 épisodes, avec Sandrine Bonnaire, Gérad Rinaldi, Christian Brendel, Julie Depardieu, Daniel Rialet (record d'audimat).
- 2003 : Les Enfants d'abord (téléfilm) M6, avec Julie Depardieu, Hippolyte Girardot, Aurélien Recoing, Philiipe Bardy, Gérard Rinaldi (record d'audimat).

### Courts métrages, publicités
- 1977 : Peau de lapin
- 1978 : Cauchemar blanc, animation d’après une bande dessinée de Moebius. Sélection au festival d’Angoulême, au festival de Cannes (perspective).
- 1979 : Adieu veaux, vaches, cochons
- 1980 : Portraits d'enfants
- 1981 : Repas de famille
- 1988 : Bénie soit celle par qui le scandale arrive, film à la gloire de Beate Klarsfeld, avec Mireille Perrier. Sélection au Festival de Clermont-Ferrand. Festival International de Berlin.
- 1988 - La  CRAM, campagne pour la caisse de retraite. 20 secondes, 1988.
- 1991 - Portraits de personnes atteintes du SIDA, à leur travail, et avec leurs amis, ou leurs familles. 60 secondes, 1991.
- 1993 - La Violence Conjugale, campagne pour dénoncer la violence conjugale, 20 secondes, 1993.
- 2004- Deux films pour Rover de 15 secondes chacun.

### Clips
- - 1986 - Noir et blanc - Bernard Lavilliers
  - 1988 - L’Enfant au walkman - Julien Clerc
  - 1989 - Petit - Bernard Lavilliers
  - 1992 - À nouveau je suis seul - Tchaikovsky chanté par Dimitri Hvorostovsky
  - 1994 - Je ne veux plus ton amour - Reno Isaac
  - 1995 - Oublier tout - Reno Isaac
  - 1995 - Qui tu es - Sylvie Vartan
  - 1996 - La Garonne - Claude Nougaro
  - 1997 - Saison des pluies - Sara Mandiano
  - 1998 - Chère maman - Théo Hakola
  - 1998 - Cap enragé - Zachary Richard
  - 2005 - Métrosexuel - Nicolas Ghetti